# Blok 44
Le Blok 44 (en serbe cyrillique : Блок 44) est un quartier de Belgrade, la capitale de la Serbie. Il est situé dans la municipalité de Novi Beograd.

## Localisation
Le Blok 44 est situé sur la rive gauche de la Save. Il est contigu aux Blok 70 et 45. Il est délimité par les rues Gandijeva, Jurija Gagarina et Nehruova, ainsi que par la rive de la Save.

## Économie
Le centre commercial Piramida se trouve au n° 151 de la rue Jurija Gagarina. Le marché du Blok 44 (Pijaca Blok 44) se tient au n° 66 de la même rue.

## Transports
Le blok est desservi par la société GSP Beograd. Deux lignes de bus y ont leur terminus : lignes 45 (Blok 44 – Zemun Novi grad), 82 (Zemun Kej oslobođenja – Bežanijsko groblje – Blok 44).